# Réseaugitter

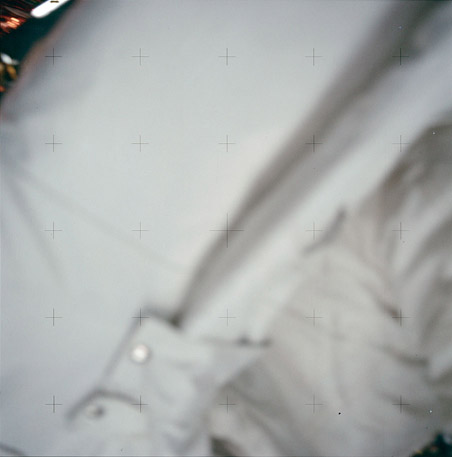
Réseaugitter in einer versehentlichen Aufnahme der Hasselblad Lunar Surface Data Camera während der Apollo-11-Mission.

Das Réseaugitter einer Kamera ist eine Grundlage für den Einsatz einer Kamera als Messbildkamera. Als Réseaugitter werden meist Glasplättchen mit hochgenau eingeätzten Kreuzen, so genannten Réseaukreuzen, oder Rahmenmarken verwendet. Für sehr einfache Ansprüche kann man auch die vier Bildecken eines Fotos als Gitterpunkte verwenden. Das Gitter selbst ist direkt vor der Filmebene in der Kamera montiert und wird so bei jeder Aufnahme mit abgebildet. Da die Lage der Réseaukreuze sehr genau bekannt ist, ist es möglich, Verfälschungen der Bilder, wie etwa Filmdeformationen bei der Entwicklung, Nichtplanlage des Filmes bei der Aufnahme, Scanner-Nichtlinearitäten oder Digitalisiertablett-Unstetigkeiten mathematisch zu kompensieren. Dies geschieht umso genauer, je mehr Réseaukreuze gemessen werden.
Bei der ersten Mondlandung im Jahr 1969 wurde eine Hasselblad-Kamera mit Réseaugitter genutzt.